# 2015年11-12月中国严重雾霾事件
2015年11-12月中国严重雾霾事件是在2015年11-12月间中国发生的严重雾霾事件。
11月30日下午，北京市PM2.5出现极端峰值浓度，南部地区部分站点超过900微克/立方米。
这次PM2.5浓度非常剧烈的快速增长是此前未见的，其肯定是污染物外地传输与本地累积的结果，但是怎么结合的，这些科学机制还需要深入分析。